# Bernd Halbe
Bernd Halbe (* 15. August 1959) ist ein deutscher Rechtsanwalt und Fachbuchautor. Er ist vor allem als Fachanwalt für Medizinrecht tätig.

## Leben
Bernd Halbe studierte 1980 bis 1984 Rechtswissenschaften in Münster, Freiburg und Lausanne. Er absolvierte 1985 sein erstes Staatsexamen als Jurist in Hamm, das zweite Staatsexamen 1989 in Düsseldorf. Die Zulassung als Rechtsanwalt in Köln erfolgte 1989. Im Zeitraum 1989–1999 war er in einer größeren Wirtschaftskanzlei in Köln tätig. Halbe wurde 1991 zum Dr. jur. promoviert. Seit 1999 führt er eine Kanzlei für Medizinrecht und Wirtschaftsrecht mit Standorten in Köln und Berlin. Bernd Halbe ist Justitiar verschiedener Verbände und Vorsitzender des Vorprüfungsausschusses für die Verleihung der Fachanwaltsbezeichnung Medizinrecht bei der Rechtsanwaltskammer Köln. Nach Lehraufträgen an der RWTH Aachen, der Rheinischen Fachhochschule Köln e. V. und der Heinrich-Heine-Universität Düsseldorf lehrt er seit dem WS 2008/09 an der Universität zu Köln „Besondere Bereiche des Medizin- und Gesundheitsrechts“ und wurde im Jahre 2014 von der rechtswissenschaftlichen Fakultät der Universität zu Köln zum Honorarprofessor berufen. 

## Trivia
Halbe gilt als Mäzen und Kunstsammler und hat die Veranstaltungsreihe "Medizin trifft Kunst" in Köln ins Leben gerufen.

## Publikationen (Auswahl)
- Anwendbarkeit der GOÄ. Ist die Gebührenordnung für Ärzte auf Gesellschaften mit beschränkter Haftung anzuwenden? In: Deutsches Ärzteblatt. Jahrgang 121, Heft 7, 5. April 2024, S. B 418.
- mit Ulrich Orlowski, Uwe Preusker, Herbert Schiller, Joachim Schütz und Jürgen Wasem: Versorgungsstärkungsgesetz (GKV-VSG) – Was ändert sich für Ärzte, Krankenhäuser und Patienten? 2016, ISBN 978-3-86216-217-8
- mit Horst Dieter Schirmer: Handbuch Kooperationen im Gesundheitswesen. 2015, ISBN 978-3-86216-217-8
- mit Wolfgang Hellmann, Susanne Eble, Clarissa Kurscheid und Daniel Wichelhaus: Lexikon Krankenhausmanagement. 2012, ISBN 978-3-86216-094-5
- mit Ulrich Orlowski, Uwe Preusker, Herbert Schiller und Jürgen Wasem: Versorgungsstrukturgesetz (GKV-VStG) – Auswirkungen auf die Praxis. 2012, ISBN 978-3-86216-079-2
- mit Hartmut Münzel, Uwe Preusker und Ferdinand Rau: Krankenhausfinanzierungsreformgesetz (KHRG) – Auswirkungen für Krankenhäuser. 2010, ISBN 978-3-86216-005-1
- mit Ulrich Orlowski und Thomas Karch: Vertragsarztrechtsänderungsgesetz (VÄndG) Mit Kommentierung zum Bundesmantelvertrag – Erste Erfahrungen aus der Praxis. 2008, ISBN 978-3-8114-3329-8
- Analyse der verfassungsrechtlichen Stellung und Funktion der politischen Parteien in der Bundesrepublik Deutschland – unter besonderer Berücksichtigung des Verhältnisses von Art. 21 GG zu den anderen Grundrechten. 1991. (Inaugural-Dissertation).